# Sainte-Cécile-d’Andorge
Sainte-Cécile-d’Andorge – miejscowość i gmina we Francji, w regionie Oksytania, w departamencie Gard.
Według danych na rok 1990 gminę zamieszkiwały 483 osoby, a gęstość zaludnienia wynosiła 25 osób/km² (wśród 1545 gmin Langwedocji-Roussillon Sainte-Cécile-d’Andorge plasuje się na 523. miejscu pod względem liczby ludności, natomiast pod względem powierzchni na miejscu 399.).